# Paul Boissonnas
Pour les articles homonymes, voir Boissonnas.
Paul Boissonnas (14 février 1902, Genève - 13 septembre 1983, Genève) est un photographe genevois.

## Biographie
Il est le septième fils du photographe genevois Frédéric Boissonnas et d'Augusta Magnin (1864-1940) et le frère de Edmond-Edouard Boissonnas et de Henri-Paul Boissonnas. Il fait ses études secondaires au Collège Calvin, puis il étudie l'agronomie.
En 1926, il épouse Noémi Maillart-Gosse, une décoratrice rencontrée lors de son séjour à Paris. Le couple vit en partie à Mornex dans la propriété héritée par son épouse de sa mère (fille du pharmacien genevois Henri-Albert Gosse).
En 1927, son père, Frédéric Boissonnas organise une expédition en Grèce et une seconde ascension du mont Olympe. Paul Boissonnas l'accompagne. En 1927 toujours, il succède à son frère Henri-Paul Boissonnas à la tête de l'atelier familial de photographie (quai de la Poste à Genève) et des éditions familiales et ce jusqu'en 1969.
Jusqu'en 1929, le couple gère l'atelier, développe des services nouveaux (agrandissement pour les privés) et fait fructifier l'affaire jusqu'à la crise des années 30. Il est un des professionnels, avec Frank-Henri Jullien et Hans Finsler, qui va photographier le chantier de l'Immeuble Clarté construit à Genève par Le Corbusier entre 1930-1932.
En 1938, en raison de la baisse des affaires, l'atelier familial du quai de la Poste à Genève doit être vendu. Paul Boissonnas déménage l'atelier au passage des Lions (Genève). Il passe à ce moment à l'éclairage électrique pour réaliser les prises de vue.
Après la fin de la Seconde Guerre mondiale, Paul Boissonnas se spécialise dans la photographie d’œuvres d'art. Il se voit confier par l'éditeur Louis Mazenod un travail de photographie pour illustrer des ouvrages sur l'art en Suisse publié entre 1942 et 1948,. Il prend aussi des clichés les caissons de l'église de Zillis, que son frère Henri-Paul Boissonnas vient de restaurer. Dans les années 1950, il se forme à une activité d'enseignant. La photographe française, d'origine genevoise, Sabine Weiss fait son apprentissage chez lui.
En 1957, il transfère l'atelier photographique à la rue de Candolle (Genève), où il réside. En 1969, à la suite d'un accident, il remet la gestion de l'atelier à sa fille cadette, Ninon Boissonnas (1941-2018) et à son gendre Gad Borel (1942-).
C'est à Paul Boissonnas et à son épouse que l'on doit la conservation, le tri et le premier classement du fonds d'atelier des Boissonnas dès les années 1940 et une histoire de la famille de photographes Boissonnas. En 2011, la Ville de Genève demande l'ouverture d'un crédit municipal pour l'acquisition du fonds photographique de l'atelier Boissonnas. Le fonds est aujourd'hui déposé à la Bibliothèque de Genève au Centre d'iconographie.

## Archives
Fonds de l'atelier photographique genevois Boissonnas (1864-1983) [200'000 phototypes, soit 60'000 épreuves photographiques anciennes, 20'000 plaques de verre (négatifs et diapositives) et 120'000 supports souples, 11 mètres linéaires d'archives (documents, journaux de voyages, livres de comptes, registres de clients, etc.)].  Cote : CH-000007-9 CIG : fbb. Genève : Centre d'iconographie de la Bibliothèque de Genève (présentation en ligne).
Le Fonds de l'atelier photographique genevois Boissonnas a été acheté en 2011 par la Ville de Genève. Il est conservé au Centre d'iconographie de la Bibliothèque de Genève. Sa consultation est libre, sur rendez-vous, au Centre d'iconographie de la Bibliothèque de Genève (CIG).